# Iglesia de Santa María Forisportam

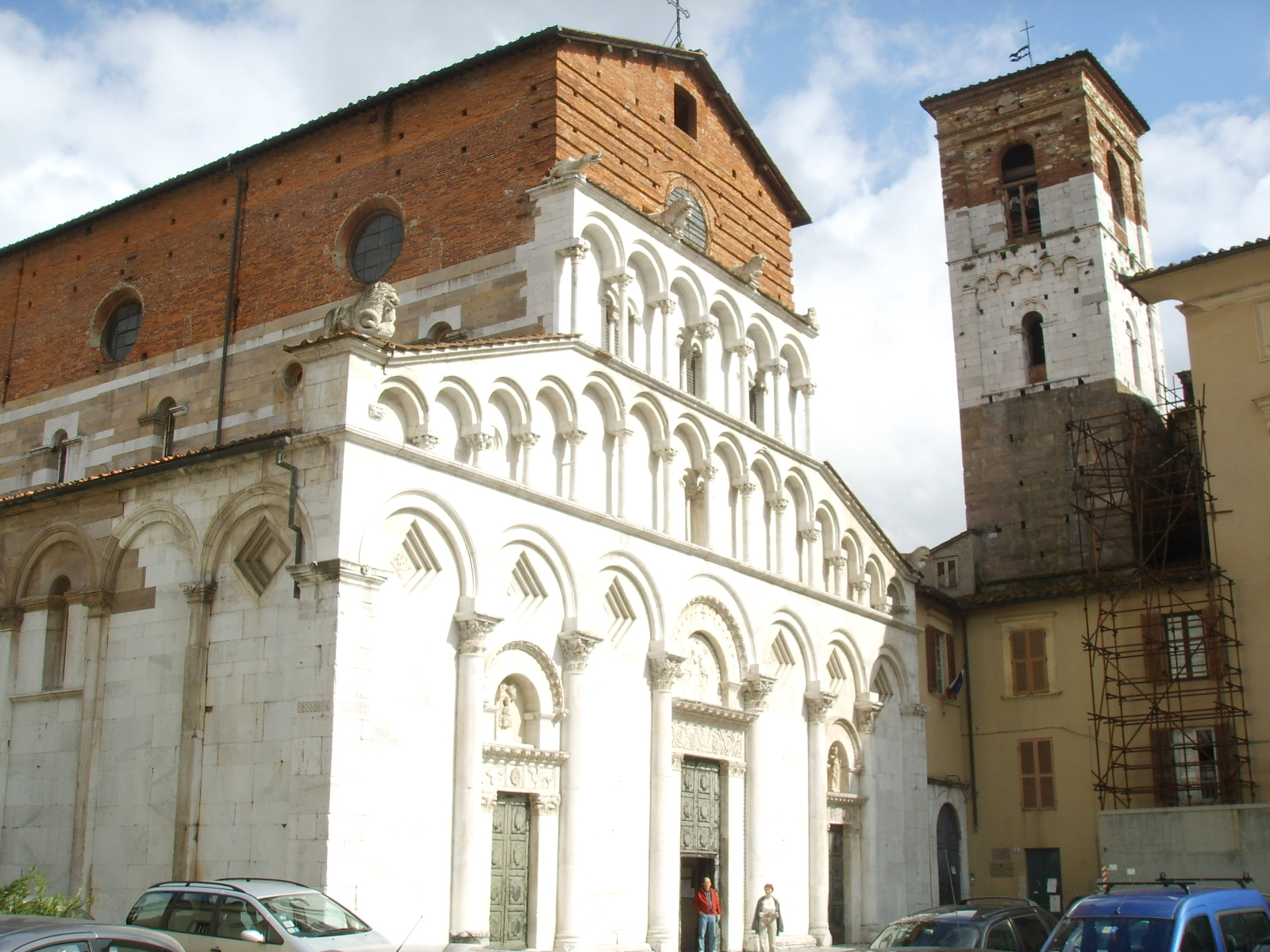
Vista de la iglesia de Santa Maria Forisportam

La iglesia de Santa Maria Forisportam (Chiesa di Santa Maria Forisportam en italiano) o la iglesia de Santa Maria Blanca (Chiesa di Santa Maria Bianca en italiano) es una iglesia católica de la ciudad de Lucca (Toscana, Italia central), que se encuentra en Plaza Santa Maria Blanca (Piazza Santa Maria Bianca en italiano).

## Decoración

### Exterior
La iglesia consta de tres naves con crucero y ábside y fue terminada en el siglo XII. En la fachada hay tres portales en el que aparecen los dinteles decorativos de gusto clásico. En la fachada y el ábside, la primera fila se divide en arcos ciegos, con pilastras en los laterales y en los brazos del crucero, a imitación evidente de Pisa. Una galería en arquitrabe completa el ábside. 

### Interior
En el interior hoy en día se observan todavía columnas con capiteles medievales. A lo largo de los siglos sufrió cambios sustanciales, en especial durante el siglo XVI, cuando se realizaron nuevas obras, entre ellos dos de Guercino: una Santa Lucía y una Asunción.
Dentro de la iglesia existe un reloj de sol de tipo "cuarto oscuro", ya que a partir de un agujero ubicado en lo alto de la pared oriental, a través del cual se observa el haz de luz en el piso, el cual cuando se encuentra con la línea de hora significa que el Sol alcanza su altura máxima, lo que indica el mediodía verdadero local.

## Etimología
El nombre de la Iglesia de Santa María Forisportam se relaciona con las palabras Foris Portam ("fuera de la puerta" en latín) ya que, en comparación con los muros de la ciudad más antigua de la de la época romana, esta iglesia se encontraba fuera de la ciudad. La puerta de la muralla de la ciudad a la que se refiere es la Puerta San Gervasio (Porta San Gervasio en italiano), que abrió las puertas a lo largo del lado oriental de la muralla que corresponde a la Via Rosa (Via della Rosa) y la vía Ángel de la guarda (Via dell'angelo custode).

## Galería de imágenes

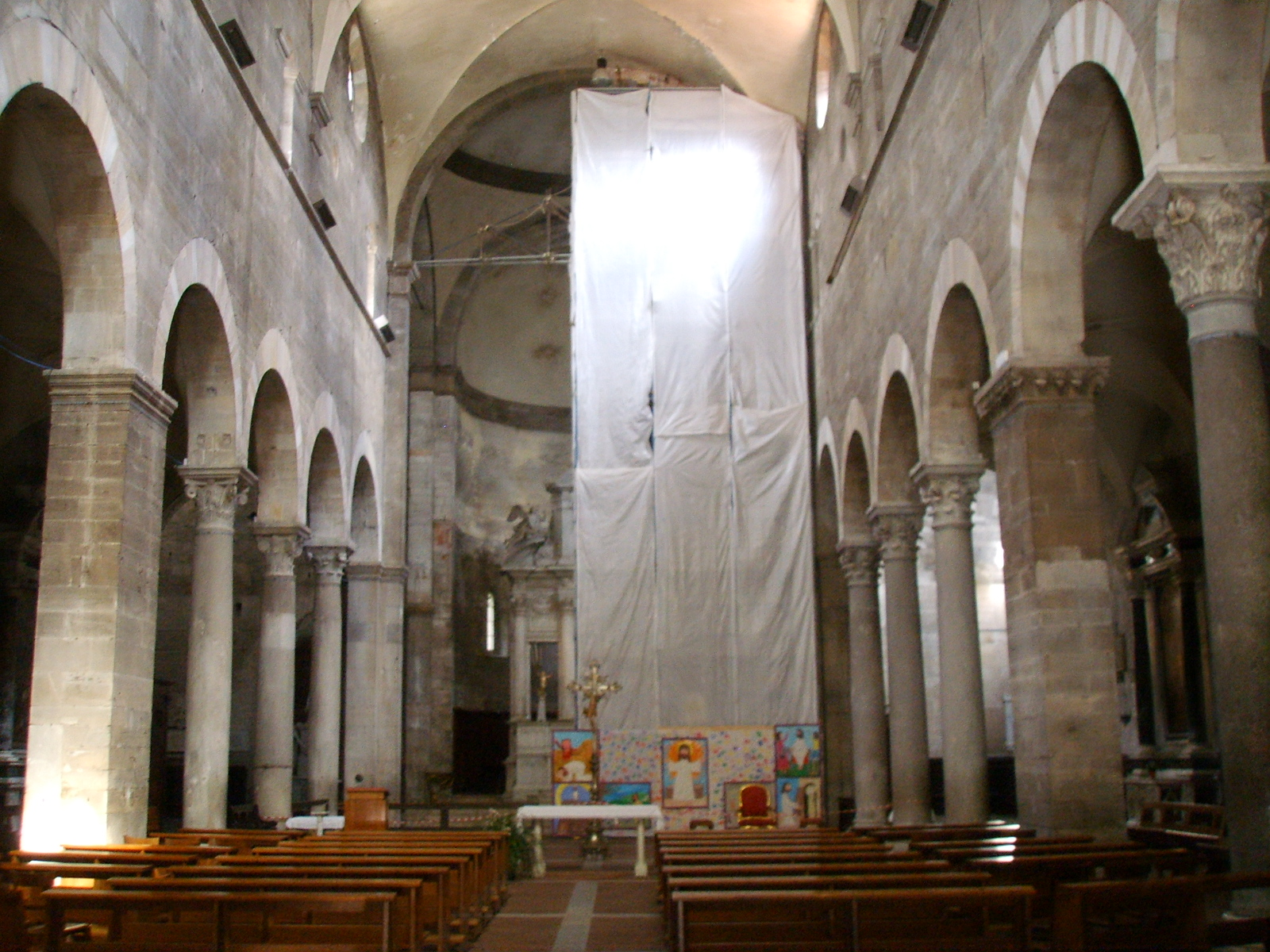
Interior
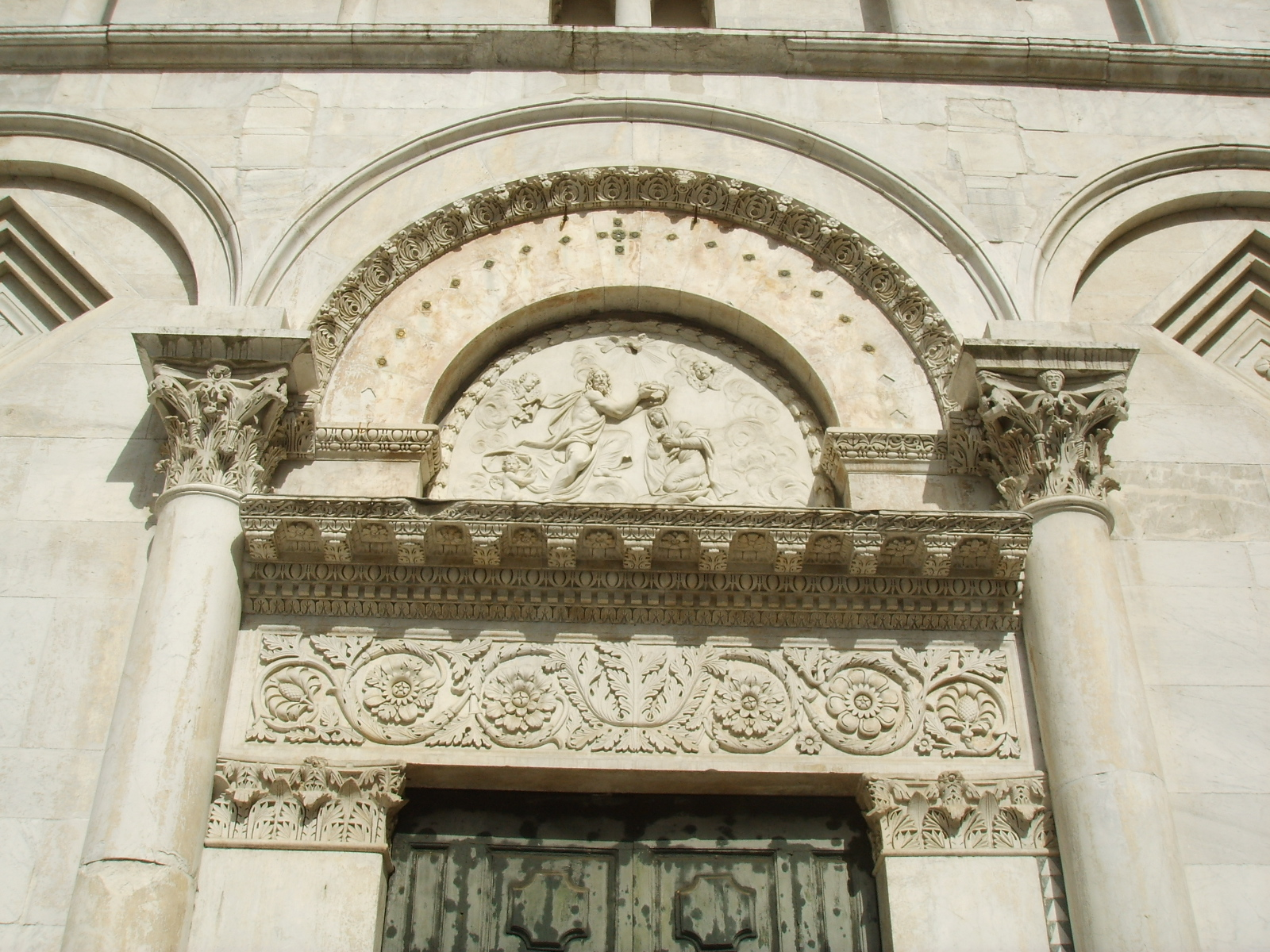
Portal central
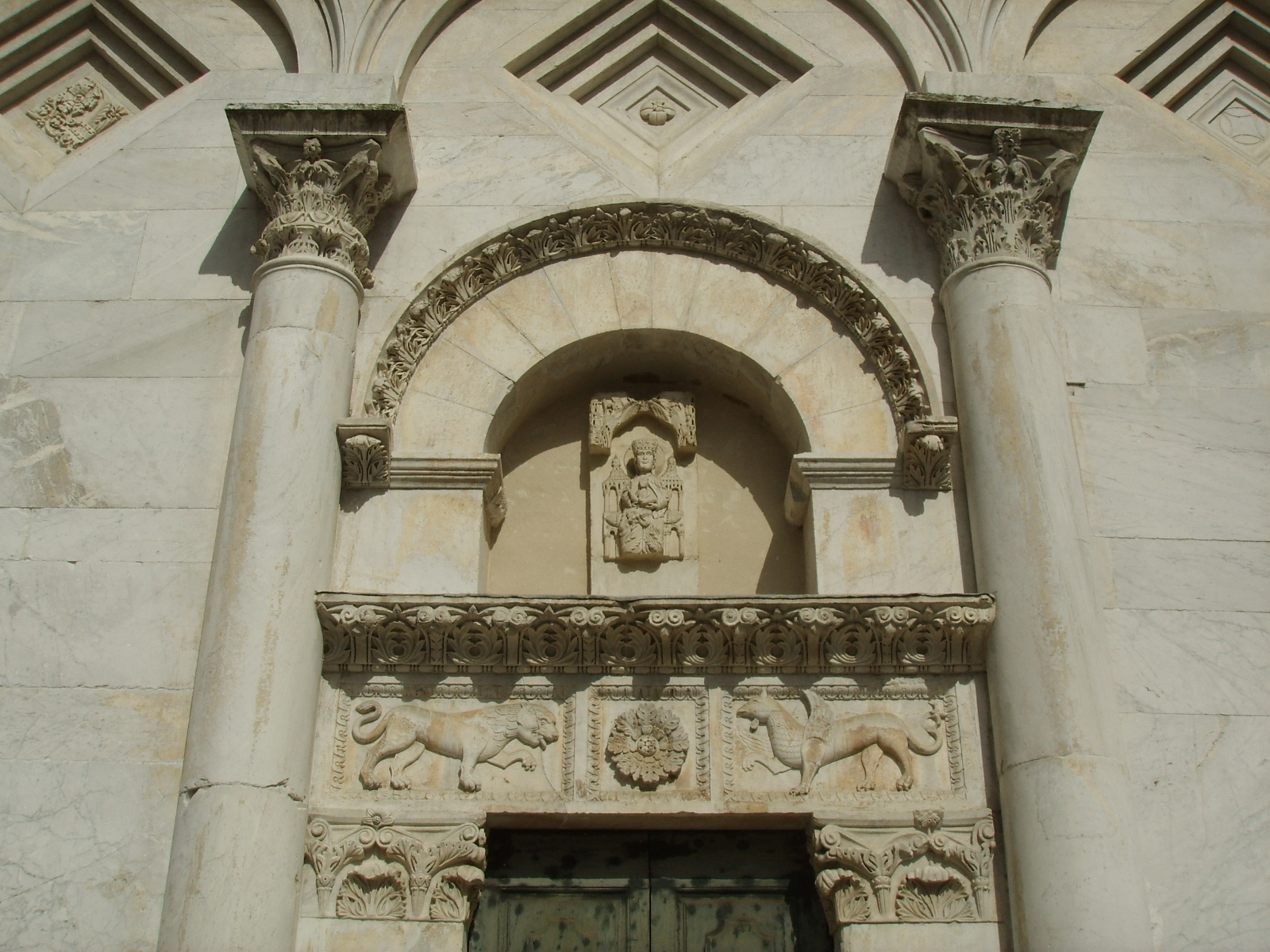
Portal izquierdo
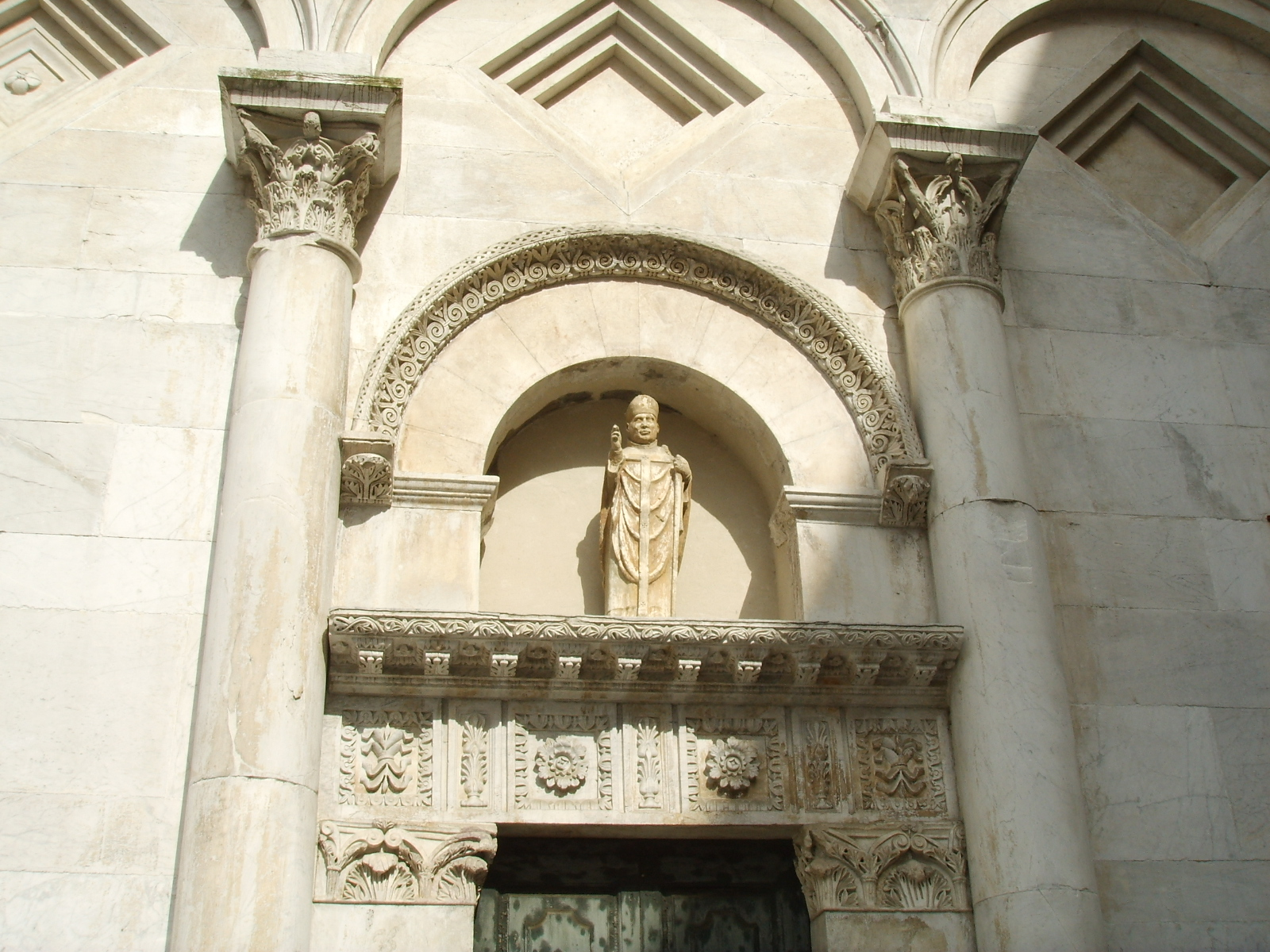
Portal derecho